# Əhmədli (Şamaxı)
Əhmədli è un comune dell'Azerbaigian situato nel distretto di Şamaxı. Conta una popolazione di 502 abitanti.